# Ștefan Gheorghiu
Ștefan Gheorghiu (15 ianuarie 1879, Ploiești — 19 martie 1914, București) a fost un militant socialist și anarhist român.
Academia de Studii Politice din București i-a purtat numele în perioada 10 februarie 1946 - 22 decembrie 1989.
Fiul unui dulgher din Ploiești, Gheorghiu a devenit de tânăr membru al Clubului Muncitoresc din orașul său. După ce Partidul Social-Democrat al Muncitorilor din România a fost absorbit de PNL în 1899, Gheorghiu s-a implicat în reorganizarea mișcării socialiste, mergând pe jos până în București pentru a participa la un protest din Parcul Cișmigiu. A avut un rol important în organizarea sindicatelor din România. 
În timpul răscoalei din 1907, a fost un apărător notoriu al țăranilor, fiind arestat și acuzat de instigare. A fost închis la Ploiești și Galați, iar, după eliberare, s-a dus în Brăila, unde l-a cunoscut pe Panait Istrati. A fost unul dintre fondatorii PSDR și a protestat împotriva participării României la al Doilea Război Balcanic. A murit de tuberculoză, la 35 de ani.